# Central European Research Infrastructure Consortium
CERIC-ERIC è un Consorzio multidisciplinare di Infrastrutture di Ricerca (ERIC), fondato nel 2014 da nove paesi dell'Europa centro orientale. Ogni Stato Membro mette a disposizione di CERIC un centro di ricerca di eccellenza, complementare alla totalità dell'Infrastruttura e valutato tramite un processo di peer review internazionale, di modo da garantire la massima qualità degli strumenti e la fattibilità di un approccio complementare multi-tecnico nell'ambito delle scienze dei materiali, dei biomateriali e delle nanotecnologie.

## Open Access
CERIC offre un accesso aperto e integrato ai migliori ricercatori provenienti da tutto il mondo, selezionati – tramite avvisi pubblici – da un comitato internazionale, sulla base della qualità dei progetti di ricerca. L'accesso al sistema distribuito di Infrastrutture di Ricerca offerto da CERIC permette l'uso degli strumenti e delle competenze disponibili in ogni laboratorio, per la raccolta di dati e informazioni sulla struttura e sul comportamento dei materiali e dei biomateriali a livello atomico e molecolare.
L'approccio di CERIC, basato sull'integrazione di più tecniche complementari di analisi e di sintesi dei materiali, permette a scienziati e industrie di usufruire di più di 40 strumenti e servizi attraverso un unico punto di accesso. I ricercatori possono osservare la struttura e il funzionamento della materia combinando tecniche basate sull'uso di elettroni, ioni, neutroni e fotoni per lo studio di catalizzatori, semiconduttori, proteine, ecc.
I progetti di ricerca finora selezionati coprono i più svariati argomenti: celle a combustibile, catalizzatori, materiali per lo stoccaggio dell'energia, biosensori, materiali a base di grafene, dispositivi micro-elettronici, biomateriali sostenibili, peptidi e struttura delle proteine, analisi e conservazione del patrimonio culturale, imaging e terapia medica, ecc.

## Servizi per l'industria
CERIC, supportando i migliori progetti nell'ambito dell'analisi e sintesi a livello nano-metrico di materiali e biomateriali, è un importante stimolo sia per la produzione di conoscenza che per il suo trasferimento nell'ambito dell'innovazione industriale. È ampia la varietà di settori in cui i risultati della ricerca svolta possono trovare applicazione: si va dal farmaceutico all'agroalimentare, dal chimico all'ambientale, dall'energetico all'elettronico, spaziando ancora nei campi della medicina, della diagnostica, della conservazione dei beni culturali, dell'ottica e dell'informatica, delle micro e nanotecnologie e dei materiali high-tech.

## Servizi per la ricerca
CERIC-ERIC si pone quale momento di incontro per gli scienziati e i ricercatori di tutta Europa, in particolare nel campo delle nanoparticelle e della ricerca biologica permettendo: un interscambio di conoscenze e di pubblicazioni; un interscambio dei risultati scientifici raggiunti; un uso condiviso delle risorse e delle infrastrutture tecnologiche; la messa a disposizione di un network di relazioni tra scienziati di vari paesi, di industrie nel settore della ricerca e della cittadinanza. In quest'ottica è stata avviata anche una scuola di alto livello, finanziata direttamente dalla Commissione europea, per la formazione delle nuove generazioni degli appartenenti alle Infrastrutture di ricerca europee, nell'ottica della creazione di un'unica comunità scientifica europea.

## Quadro Normativo
CERIC-ERIC è stato costituito dalla Commissione europea il 24 giugno 2014 su proposta dei governi di Austria, Italia, Repubblica Ceca, Romania, Serbia e Slovenia, e si fonda sul Regolamento del Consiglio Europeo n. 723/2009. Croazia, Ungheria e Polonia, che hanno attivamente partecipato al processo di costituzione, sono nella fase di completamento delle procedure per divenire membri a tutti gli effetti e, con i Paesi fondatori, hanno già messo a disposizione della comunità di ricercatori le loro strutture di ricerca.
La fondazione di CERIC quale Infrastruttura di Ricerca distribuita, come definito dallo European Strategy Forum on Research Infrastructures (ESFRI), si è ispirata alla discussione e alla indicazioni sviluppate nell'ambito di ESFRI, delle conferenze ECRI e dell'EU Competitivity Council. Grazie a questi processi preparatori e di creazione, le Infrastrutture di ricerca sono riconosciute ufficialmente come entità legali sia a livello europeo, che dei singoli stati membri.

## Alcuni strumenti e tecniche disponibili
- NMR – Risonanza magnetica nucleare (300, 600, 800 MHz)
- Radiazione di sincrotrone
- EPR - Risonanza paramagnetica elettronica
- Diffusione dinamica della luce
- TEM - Microscopio elettronico a trasmissione
- Small-angle neutron scattering
- Prompt gamma neutron activation analysis
- Neutron reflectometry con opzione di polarizzazione
- Neutron time-of-flight scattering
- Small-angle X-ray scattering